# Disgraced
Disgraced è un'opera teatrale del drammaturgo statunitense Ayad Akhtar, vincitrice del Premio Pulitzer per la drammaturgia nel 2013.

## Trama
L'avvocato Amir Kapoor conduce una vita splendida: è felice, innamorato della moglie e sta per avere una promozione. Ma quando difende il nipote in una causa contro un musulmano, la carriera e la vita di Amir cominciano ad andare a rotoli. Durante un party organizzato da lui e la moglie Emily, un'artista, si rende conto che la vita che si è costruito potrebbe essere solo una facciata: sta vivendo in tutto il sogno americano, ma è questo che una persona di origini pakistane vuole veramente? Il party presto degenera in una rabbiosa conversazione sui temi di razza, religione e violenza, una conversazione che cambierà la vita di Amir per sempre.

## Produzioni
Debuttato nel gennaio 2012, Disgraced andò in scena per la prima volta all'American Theater Company di Chicago. Nel luglio dello stesso anno la piece debuttò nell'Off Broadway e due mesi dopo a Broadway. Il dramma è andato in scena anche a Londra (2014), Milano e Torino (2017).